# Abu-Màlik I
Abu-Màlik (I) Abd-al-Wahid o, més senzillament, Abu-Màlik I fou emir abdalwadita de Tlemcen del 1411 al 1424.
El seu germà Saïd I ibn Abi-Taixufín havia pujat al tron el mauig del 1411 després de fugir d'una presó marínida. Aquestos van enviar un exèrcit amb Abu-Màlik I destinat a ocupar el tron. Mercès a un estratagema Abu-Malik I es va apoderar de Tlemcen la nit del 2 al 3 de novembre de 1411 i Saïd va haver de fugir cap a l'est. El dia 3 al matí Abu-Màlik fou jurat com a sultà.
El 1420 va canviar la situació tan freqüent durant anys, i fou el sultà abdalwadita el que amb les seves tropes va imposar al tron de Fes al marínida Abu-Abd-Al·lah Muhàmmad (1420-1427) que des de la península Ibèrica havia arribat a Tlemcen demanant ajut.
Fou enderrocat el 16 de maig de 1424 per Abu-Abd-Al·lah II Muhammad ibn Abu-Taixufín.